# Kaiserpokal 2020
Der Kaiserpokal 2020 war die 100. Austragung des höchsten japanischen Fußballpokalwettbewerbs.
Der Pokal startete mit der ersten Runde am 16. September 2020 und endete mit dem Finale am 1. Januar 2021.

## Termine
| Runde         | Datum                             |
| ------------- | --------------------------------- |
| 1. Runde      | 16. September 2020                |
| 2. Runde      | 23. bis 30. September 2020        |
| 3. Runde      | 28. Oktober bis 11. November 2020 |
| 4. Runde      | 13. Dezember 2020                 |
| 5. Runde      | 20. Dezember 2020                 |
| Viertelfinale | 23. Dezember 2020                 |
| Halbfinale    | 27. Dezember 2020                 |
| Finale        | 1. Januar 2021                    |

## 1. Runde

### Hokkaido & Tohoku Region
| Datum              |                    | Ergebnis |                                |
| ------------------ | ------------------ | -------- | ------------------------------ |
| 16. September 2020 | Sony Sendai FC     | 3:0      | Saruta Kogyo Soccer Club       |
| 16. September 2020 | Iwaki FC           | 4:0      | Oyama Soccer Club              |
| 16. September 2020 | ReinMeer Aomori FC | 2:1      | Sapporo University Soccer Club |

### Kantō Region
| Datum              |                             | Ergebnis              |                                |
| ------------------ | --------------------------- | --------------------- | ------------------------------ |
| 16. September 2020 | Universität Tsukuba         | 2:0                   | Tokyo International University |
| 16. September 2020 | Toin University of Yokohama | 4:2                   | Yamanashi Gakuin University    |
| 16. September 2020 | Tonan Maebashi              | 2:3                   | Vonds Ichihara                 |
| 16. September 2020 | Tokyo Musashino City FC     | 3:3 i. V. (5:4 i. E.) | Tochigi City FC                |

### Hokushinetsu Region
| Datum              |                            | Ergebnis |                    |
| ------------------ | -------------------------- | -------- | ------------------ |
| 16. September 2020 | Kanazawa Seiryo University | 1:2      | Toyama Shinjo Club |

### Tōkai Region
| Datum              |                     | Ergebnis |                      |
| ------------------ | ------------------- | -------- | -------------------- |
| 16. September 2020 | FC Maruyasu Okazaki | 3:2      | Suzuka Point Getters |

### Kansai Region
| Datum              |                    | Ergebnis              |                  |
| ------------------ | ------------------ | --------------------- | ---------------- |
| 16. September 2020 | Cento Cuore Harima | 1:1 i. V. (2:4 i. E.) | MIO Biwako Shiga |
| 16. September 2020 | Ococias Kyoto AC   | 0:1                   | Nara Club        |

### Chūgoku Region
| Datum              |                 | Ergebnis |                |
| ------------------ | --------------- | -------- | -------------- |
| 16. September 2020 | Yonago Genki SC | 0:5      | Matsue City FC |

### Kyushu Region
| Datum              |                                          | Ergebnis              |                     |
| ------------------ | ---------------------------------------- | --------------------- | ------------------- |
| 16. September 2020 | Kumamoto Teachers SC                     | 1:1 i. V. (1:3 i. E.) | Universität Fukuoka |
| 16. September 2020 | National Institute of Fitness and Sports | 1:0                   | Okinawa SV          |
| 16. September 2020 | EV Internacional                         | 0:4                   | MD Nagasaki         |
| 16. September 2020 | Verspah Ōita                             | 2:2 i. V. (5:4 i. E.) | Tegevajaro Miyazaki |

## 2. Runde

### Hokkaido & Tohoku Region
| Datum              |                 | Ergebnis |                    |
| ------------------ | --------------- | -------- | ------------------ |
| 23. September 2020 | Fuji University | 3:2      | Sony Sendai FC     |
| 23. September 2020 | Iwaki FC        | 0:3      | ReinMeer Aomori FC |

### Kantō Region
| Datum              |                     | Ergebnis  |                             |
| ------------------ | ------------------- | --------- | --------------------------- |
| 23. September 2020 | Universität Tsukuba | 4:3       | Toin University of Yokohama |
| 23. September 2020 | Vonds Ichihara      | 2:3 n. V. | Tokyo Musashino City FC     |

### Hokushinetsu Region
| Datum              |                                          | Ergebnis  |                    |
| ------------------ | ---------------------------------------- | --------- | ------------------ |
| 23. September 2020 | Niigata University of Health and Welfare | 3:0       | Artista Asama      |
| 23. September 2020 | Fukui United FC                          | 2:1 n. V. | Toyama Shinjo Club |

### Tōkai Region
| Datum              |             | Ergebnis |                     |
| ------------------ | ----------- | -------- | ------------------- |
| 23. September 2020 | Honda FC    | 2:1      | Tokoha University   |
| 23. September 2020 | Nagara Club | 0:4      | FC Maruyasu Okazaki |

### Kansai Region
| Datum              |                   | Ergebnis |                  |
| ------------------ | ----------------- | -------- | ---------------- |
| 23. September 2020 | Arterivo Wakayama | 1:0      | MIO Biwako Shiga |
| 23. September 2020 | FC Tiamo Hirakata | 1:0      | Nara Club        |

### Chūgoku Region
| Datum              |                         | Ergebnis  |                        |
| ------------------ | ----------------------- | --------- | ---------------------- |
| 30. September 2020 | Fukuyama City FC        | 1:0       | FC Baleine Shimonoseki |
| 23. September 2020 | Mitsubishi Mizushima FC | 1:0 n. V. | Matsue City FC         |

### Shikoku Region
| Datum              |                 | Ergebnis |                       |
| ------------------ | --------------- | -------- | --------------------- |
| 23. September 2020 | Kōchi United SC | 2:1      | Takamatsu University  |
| 23. September 2020 | FC Tokushima    | 5:0      | Universität Matsuyama |

### Kyushu Region
| Datum              |                    | Ergebnis  |                                          |
| ------------------ | ------------------ | --------- | ---------------------------------------- |
| 23. September 2020 | Fukuoka University | 1:4 n. V. | National Institute of Fitness and Sports |
| 23. September 2020 | MD Nagasaki        | 0:2       | Verspah Ōita                             |

## 3. Runde

### Hokkaido & Tohoku Region
| Datum            |                 | Ergebnis |                    |
| ---------------- | --------------- | -------- | ------------------ |
| 28. Oktober 2020 | Fuji University | 1:2      | ReinMeer Aomori FC |

### Kantō Region
| Datum            |                     | Ergebnis |                         |
| ---------------- | ------------------- | -------- | ----------------------- |
| 28. Oktober 2020 | Universität Tsukuba | 3:2      | Tokyo Musashino City FC |

### Hokushinetsu Region
| Datum            |                                          | Ergebnis |                 |
| ---------------- | ---------------------------------------- | -------- | --------------- |
| 28. Oktober 2020 | Niigata University of Health and Welfare | 0:2      | Fukui United FC |

### Tōkai Region
| Datum            |          | Ergebnis |                     |
| ---------------- | -------- | -------- | ------------------- |
| 28. Oktober 2020 | Honda FC | 1:0      | FC Maruyasu Okazaki |

### Kansai Region
| Datum            |                   | Ergebnis |                   |
| ---------------- | ----------------- | -------- | ----------------- |
| 28. Oktober 2020 | Arterivo Wakayama | 3:2      | FC Tiamo Hirakata |

### Chūgoku Region
| Datum            |                  | Ergebnis |                         |
| ---------------- | ---------------- | -------- | ----------------------- |
| 28. Oktober 2020 | Fukuyama City FC | 2:0      | Mitsubishi Mizushima FC |

### Shikoku Region
| Datum            |                 | Ergebnis |              |
| ---------------- | --------------- | -------- | ------------ |
| 28. Oktober 2020 | Kōchi United SC | 2:1      | FC Tokushima |

### Kyushu Region
| Datum            |                                          | Ergebnis |              |
| ---------------- | ---------------------------------------- | -------- | ------------ |
| 28. Oktober 2020 | National Institute of Fitness and Sports | 1:2      | Verspah Ōita |

## 4. Runde
| Datum             |                     | Ergebnis  |                    |
| ----------------- | ------------------- | --------- | ------------------ |
| 13. Dezember 2020 | Fukui United FC     | 2:1 n. V. | ReinMeer Aomori FC |
| 13. Dezember 2020 | Fukuyama City FC    | 2:1       | Arterivo Wakayama  |
| 13. Dezember 2020 | Verspah Ōita        | 0:1       | Honda FC           |
| 13. Dezember 2020 | Universität Tsukuba | 3:2 n. V. | Kōchi United SC    |

## 5. Runde
| Datum             |                 | Ergebnis |                     |
| ----------------- | --------------- | -------- | ------------------- |
| 20. Dezember 2020 | Fukui United FC | 0:3      | Fukuyama City FC    |
| 20. Dezember 2020 | Honda FC        | 2:1      | Universität Tsukuba |

## Viertelfinale
| Datum             |                  | Ergebnis |                  |
| ----------------- | ---------------- | -------- | ---------------- |
| 23. Dezember 2020 | Blaublitz Akita  | 3:1      | Fukuyama City FC |
| 23. Dezember 2020 | Tokushima Vortis | 3:0      | Honda FC         |

## Halbfinale
| Datum             |                   | Ergebnis |                  |
| ----------------- | ----------------- | -------- | ---------------- |
| 27. Dezember 2020 | Kawasaki Frontale | 2:0      | Blaublitz Akita  |
| 27. Dezember 2020 | Gamba Osaka       | 2:0      | Tokushima Vortis |

## Finale
| Datum          |                   | Ergebnis |             |
| -------------- | ----------------- | -------- | ----------- |
| 1. Januar 2021 | Kawasaki Frontale | 1:0      | Gamba Osaka |

### Spielstatistik
| Paarung           | Kawasaki Frontale – Gamba Osaka |
| Ergebnis          | 1:0 (0:0) |
| Datum             | 1. Januar 2021 um 12:40 Uhr UTC+9 |
| Stadion           | Nationalstadion, Tokio |
| Zuschauer         | 13.318 |
| Schiedsrichter    | Hiroyoki Kimura |
| Tore              | 1:0 Kaoru Mitoma (55.) |
| Kawasaki Frontale | Jung Sung-ryong – Miki Yamane, Jesiel, Shōgo Taniguchi , Reo Hatate (86. Shintarō Kurumaya) – Hidemasa Morita, Ao Tanaka, Ryōta Ōshima (89. Yasuto Wakizaka) – Akihiro Ienaga – Kaoru Mitoma (79. Tatsuya Hasegawa), Leandro Damião (79. Yū Kobayashi) Cheftrainer: Tōru Oniki |
| Gamba Osaka       | Masaaki Higashiguchi – Hiroki Fujiharu (73. Yūya Fukuda), Genta Miura , Kim Young-gwon, Ryū Takao – Kōsuke Onose (81. Dai Tsukamoto), Shū Kurata, Shin’ya Yajima, Yūki Yamamoto (73. Kazuma Watanabe) – Patric, Takashi Usami Cheftrainer: Tsuneyasu Miyamoto                  |
| Gelbe Karten      | keine – Patric (45.+2') |

#### Auswechselspieler
| Auswechselspieler | Auswechselspieler |
| --- | --- |
| Kawasaki Frontale | Gamba Osaka |
| - Kenta Tanno - Shintarō Kurumaya (86.) ▲ - Kazuya Yamamura - Yasuto Wakizaka (89.) ▲ - Kengo Nakamura - Tatsuya Hasegawa (79.) ▲ - Yū Kobayashi (79.) ▲ | - Jun Ichimori - Shun'ya Suganuma - Yūya Fukuda (73.) ▲ - Kōhei Okuno - Shūhei Kawasaki - Dai Tsukamoto (81.) ▲ - Kazuma Watanabe (73.) ▲ |